# Uønskede reklamer
Uønskede reklamer vil sige reklamer, som modtagerne ikke ønsker at modtage. Flere lande har love, der skal beskytte forbrugerne mod uønskede reklamer; i Danmark findes disse regler i Markedsføringsloven.
Uønskede reklamer kan f.eks. være:
- Tilbudsaviser
- Direct mail
- Andre adresseløse forsendelser
- Spam